# Каррен, Пэт
Пэт Ка́ррен (англ. Pat Curran; 31 августа 1987) — американский боец смешанного стиля, представитель лёгкой и полулёгкой весовых категорий. Выступает на профессиональном уровне начиная с 2008 года, известен по участию в турнирах бойцовской организации Bellator, владел титулом чемпиона Bellator в полулёгком весе.

## Биография
Родился 31 августа 1987 года. Во время учёбы в старшей школе серьёзно занимался борьбой, а в свободное от тренировок время увлекался боксом. В возрасте семнадцати лет начал практиковать бразильское джиу-джитсу, готовился к выступлениям в смешанных единоборствах вместе с двоюродным братом Джеффом, который на тот момент уже являлся довольно известным бойцом.
Дебютировал в ММА на профессиональном уровне в феврале 2008 года, победив удушающим приёмом сзади Тони Херви, будущего чемпиона King of the Cage в лёгком весе. Во время подготовки ко второму бою стал участником реалити-шоу Tapout. В начале бойцовской карьеры дрался преимущественно в небольшой местной организации XFO, где в общей сложности одержал восемь побед. Первое в карьере поражение потерпел от Даррена Элкинса, уступив ему единогласным решением судей (при этом на кону стоял титул чемпиона промоушена C3). В апреле 2009 года впервые встретился с соотечественником Дэниелом Страусом и нокаутировал его серией ударов руками во втором раунде.
Имея в послужном списке десять побед и только три поражения, в 2010 году Каррен привлёк к себе внимание крупной американской организации Bellator MMA и сразу принял участие в гран-при второго сезона легковесов. На стадии четвертьфиналов в первом же раунде нокаутировал Майка Риччи, тогда как в полуфинале и финале по очкам выиграл у Роджера Уэрты и Тоби Имады соответственно. Став победителем гран-при, удостоился права оспорить титул чемпиона Bellator лёгком весе, встретился в клетке с действующим чемпионом Эдди Альваресом, но по итогам пяти раундов проиграл ему единогласным судейским решением.
После неудачного титульного боя Пэт Каррен решил спуститься в полулёгкую весовую категорию и в 2011 году стал участником летней серии Bellator, где в итоге одержал победу, последовательно разобравшись с такими бойцами как Луис Паломино, Ронни Манн и Марлон Сандру. Благодаря череде удачных выступлений получил статус официального претендента на титул и в марте 2012 года встретился с действующим чемпионом полулёгкого дивизиона Джо Уорреном, которого нокаутировал в третьем раунде.
Полученный чемпионский пояс Каррен сумел защитить дважды, победив бразильца Патрисиу Фрейри и россиянина Шахбулата Шамхалаева. Во время третьей защиты в ноябре 2013 года лишился титула, уступив по очкам Дэниелу Страусу. Тем не менее, вскоре между ними состоялся ещё один бой, на сей раз Каррен выиграл удушающим приёмом сзади и вернул себе титул чемпиона. В сентябре 2014 года вновь потерял титул, не сумев защитить его во втором поединке с Патрисиу Фрейри.
Впоследствии раздельным решением проиграл рейтинговый бой немцу Даниэлю Вайхелю, выиграл единогласным решением у таких бойцов как Эммануэль Санчес и Георгий Караханян.

## Статистика в профессиональном ММА
| Боёв 32  | Побед 23 | Поражений 9 |
| -------- | -------- | ----------- |
| Нокаутом | 5        | 1           |
| Сдачей   | 7        | 1           |
| Решением | 11       | 7           |

| Результат | Рекорд | Соперник           | Способ                        | Турнир                               | Дата            | Раунд | Время | Место                   | Примечание                                                   |
| --------- | ------ | ------------------ | ----------------------------- | ------------------------------------ | --------------- | ----- | ----- | ----------------------- | ------------------------------------------------------------ |
| Поражение | 23-9   | Адам Борич         | TKO (удары руками)            | Bellator 226                         | 7 сентября 2019 | 2     | 4:59  | Сан-Хосе, США           | Стартовый этап мирового гран-при Bellator в полулёгком весе. |
| Поражение | 23-8   | Эй Джей Макки      | Единогласное решение          | Bellator 221                         | 11 мая 2019     | 3     | 5:00  | Роузмонт, США           |                                                              |
| Победа    | 23-7   | Джон Тейшейра      | Единогласное решение          | Bellator 184                         | 6 октября 2017  | 3     | 5:00  | Такервилл, США          |                                                              |
| Победа    | 22-7   | Георгий Караханян  | Единогласное решение          | Bellator 155                         | 20 мая 2016     | 3     | 5:00  | Бойсе, США              |                                                              |
| Победа    | 21-7   | Эммануэль Санчес   | Единогласное решение          | Bellator 139                         | 26 июня 2015    | 3     | 5:00  | Малвейн, США            |                                                              |
| Поражение | 20-7   | Даниэль Вайхель    | Раздельное решение            | Bellator 133                         | 13 февраля 2015 | 3     | 5:00  | Фресно, США             |                                                              |
| Поражение | 20-6   | Патрисиу Фрейри    | Единогласное решение          | Bellator 123                         | 5 сентября 2014 | 5     | 5:00  | Анкасвилл, США          | Лишился титула чемпиона Bellator в полулёгком весе.          |
| Победа    | 20-5   | Дэниел Страус      | Сдача (удушение сзади)        | Bellator 112                         | 14 марта 2014   | 5     | 4:46  | Хаммонд, США            | Выиграл титул чемпиона Bellator в полулёгком весе.           |
| Поражение | 19-5   | Дэниел Страус      | Единогласное решение          | Bellator 106                         | 2 ноября 2013   | 5     | 5:00  | Лонг-Бич, США           | Лишился титула чемпиона Bellator в полулёгком весе.          |
| Победа    | 19-4   | Шахбулат Шамхалаев | Техническая сдача (гильотина) | Bellator 95                          | 4 апреля 2013   | 1     | 2:38  | Атлантик-Сити, США      | Защитил титул чемпиона Bellator в полулёгком весе.           |
| Победа    | 18-4   | Патрисиу Фрейри    | Раздельное решение            | Bellator 85                          | 17 января 2013  | 5     | 5:00  | Ирвайн, США             | Защитил титул чемпиона Bellator в полулёгком весе.           |
| Победа    | 17-4   | Джо Уоррен         | KO (удары)                    | Bellator 60                          | 9 марта 2012    | 3     | 1:25  | Хаммонд, США            | Выиграл титул чемпиона Bellator в полулёгком весе.           |
| Победа    | 16-4   | Марлон Сандру      | KO (ногой в голову)           | Bellator 48                          | 20 августа 2011 | 2     | 4:00  | Анкасвилл, США          | Финал турнира Summer Series 2011 в полулёгком весе.          |
| Победа    | 15-4   | Ронни Манн         | Единогласное решение          | Bellator 47                          | 23 июля 2011    | 3     | 5:00  | Рама, Канада            | Полуфинал турнира Summer Series 2011 в полулёгком весе.      |
| Победа    | 14-4   | Луис Паломино      | Сдача (перуанский галстук)    | Bellator 46                          | 25 июня 2011    | 1     | 3:49  | Холливуд, США           | Четвертьфинал турнира Summer Series 2011 в полулёгком весе.  |
| Поражение | 13-4   | Эдди Альварес      | Единогласное решение          | Bellator 39                          | 2 апреля 2011   | 5     | 5:00  | Анкасвилл, США          | Бой за титул чемпиона Bellator в лёгком весе.                |
| Победа    | 13-3   | Тоби Имада         | Раздельное решение            | Bellator 21                          | 10 июня 2010    | 3     | 5:00  | Холливуд, США           | Финал гран-при 2 сезона Bellator лёгкого веса..              |
| Победа    | 12-3   | Роджер Уэрта       | Единогласное решение          | Bellator 17                          | 6 мая 2010      | 3     | 5:00  | Бостон, США             | Полуфинал гран-при 2 сезона Bellator лёгкого веса.           |
| Победа    | 11-3   | Майк Риччи         | KO (удар рукой)               | Bellator 14                          | 15 апреля 2010  | 1     | 3:01  | Чикаго, США             | Четвертьфинал гран-при 2 сезона Bellator лёгкого веса.       |
| Победа    | 10-3   | Робби Оливер       | Единогласное решение          | Trojan MMA: Trojan Warfare           | 27 февраля 2010 | 3     | 5:00  | Эксетер, Великобритания |                                                              |
| Поражение | 9-3    | Трэвис Перзински   | Сдача (удушение сзади)        | XFO 34: Curran vs. Hori              | 5 декабря 2009  | 2     | 4:38  | Лейкмур, США            |                                                              |
| Победа    | 9-2    | Джей Эллис         | Сдача (гильотина)             | XFO 32                               | 10 октября 2009 | 1     | 0:58  | Нью-Манстер, США        |                                                              |
| Победа    | 8-2    | Лукас Гуолтни      | TKO (удары руками)            | XFO 31: Outdoor War 5                | 15 августа 2009 | 1     | 1:32  | Айленд-Лейк, США        |                                                              |
| Поражение | 7-2    | Чарльз Диас        | Раздельное решение            | Elite Fighting Challenge 4           | 27 июня 2009    | 3     | 5:00  | Норфолк, США            |                                                              |
| Победа    | 7-1    | Майк Пикетт        | Сдача (удушение сзади)        | XFO 30                               | 2 мая 2009      | 1     | 1:56  | Нью-Манстер, США        |                                                              |
| Победа    | 6-1    | Дэниел Страус      | KO (удары руками)             | XFO 29                               | 27 апреля 2009  | 2     | 1:31  | Лейкмур, США            |                                                              |
| Победа    | 5-1    | Рамиро Эрнандес    | Единогласное решение          | Adrenaline MMA 2: Miletich vs. Denny | 11 декабря 2008 | 3     | 5:00  | Молин, США              |                                                              |
| Поражение | 4-1    | Даррен Элкинс      | Единогласное решение          | C3: Domination                       | 22 ноября 2008  | 3     | 5:00  | Хаммонд, США            | Бой за титул чемпиона C3 в лёгком весе.                      |
| Победа    | 4-0    | Джей Эллис         | Сдача (удушение сзади)        | XFO 25                               | 9 августа 2008  | 1     | 0:51  | Айленд-Лейк, США        |                                                              |
| Победа    | 3-0    | Амир Хиллах        | Единогласное решение          | XFO 25: Outdoor War 4                | 9 августа 2008  | 3     | 5:00  | Айленд-Лейк, США        |                                                              |
| Победа    | 2-0    | Лазар Стоядинович  | Единогласное решение          | XFO 23: Title Night                  | 25 апреля 2008  | 3     | 5:00  | Лейкмур, США            |                                                              |
| Победа    | 1-0    | Тони Херви         | Сдача (удушение сзади)        | XFO 22: Rising Star                  | 23 февраля 2008 | 1     | 1:24  | Кристал-Лейк, США       |                                                              |